# Theon Cross

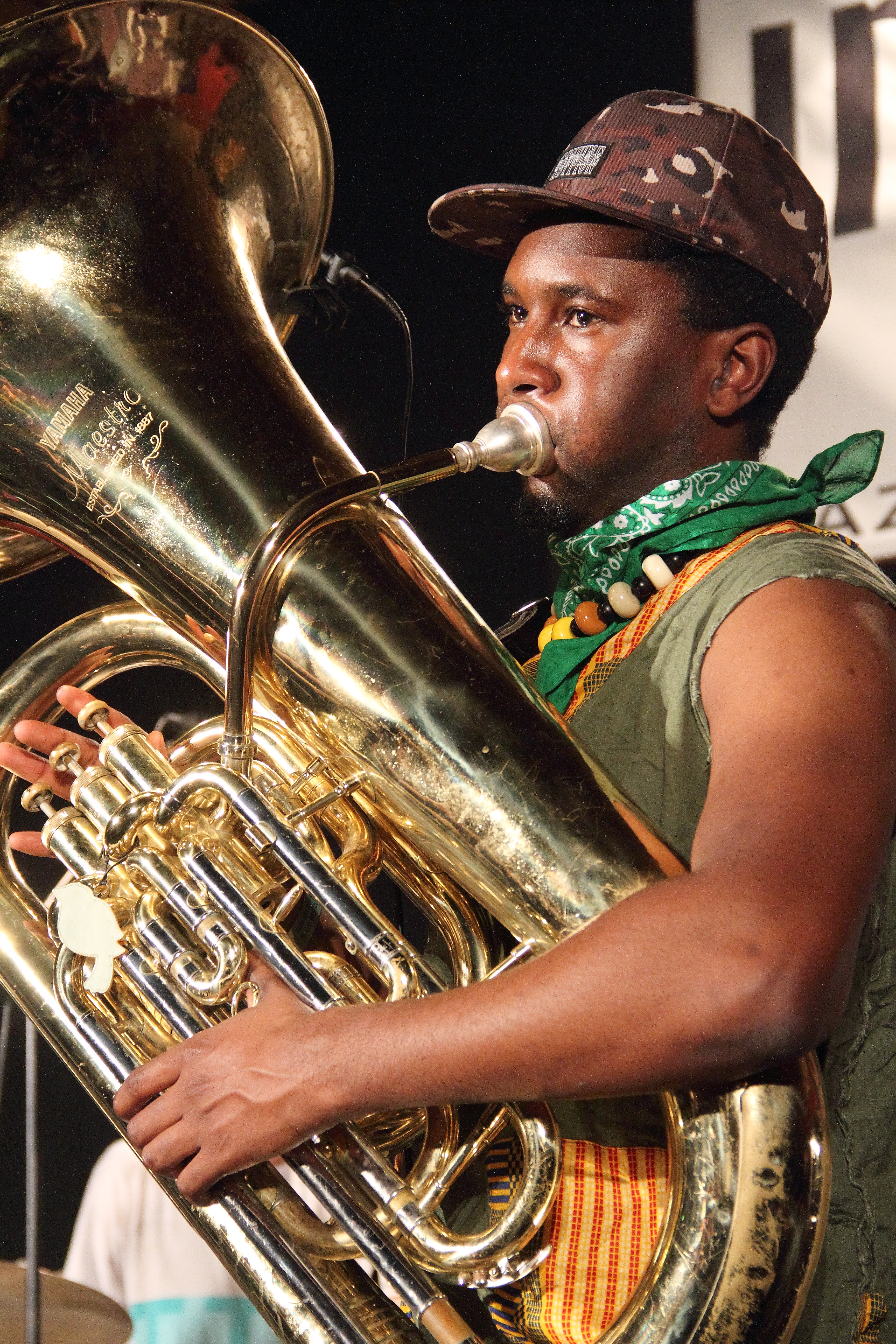
Theon Cross mit den Sons of Kemet auf dem INNtöne Jazzfestival 2018

Theon Cross (* 1993 in Brockley, London) ist ein britischer Jazzmusiker (Tuba, auch Posaune), der die Tuba sowohl als (manchmal elektronisch klingenden) Bass als auch als Perkussionsinstrument einsetzt.

## Leben und Wirken
Cross begann achtjährig auf Wunsch seiner Eltern, Tenorhorn zu spielen; dann wechselte er zum Euphonium. Nach der Schule absolvierte er die Guildhall School of Music. Im Umfeld der Tomorrow's Warriors spielte er seit 2015 bei den Sons of Kemet um Shabaka Hutchings (Black to the Future, 2021) und in den Gruppen von Nubya Garcia und Moses Boyd, mit denen mehrere Alben erschienen und internationale Tourneen erfolgten. Garcia und Boyd gehören auch zu seinem Trio, mit dem er 2019 sein Debütalbum Fyah veröffentlichte. 2021 legte er die Single „We Go Again“ vor, die aus seinem Album Intra-I (2022) ausgekoppelt wurde.
Weiterhin ist Cross auch auf Alben mit Makaya McCraven, Ayumi Hamasaki, dem SEED Ensemble, Eddie Hicks Nok Cultural Ensemble (Njhyi, 2022) und dem Ezra Collective zu hören. Auch wirkte er 2020 an dem aus zwölf Musikern bestehenden Projekt London Brew mit; 2023 erschien das gleichnamige Doppelalbum. Er ist der Bruder des Posaunisten Nathaniel Cross.